# Fricsay András
Fricsay András (Szeged, 1942. április 2. – 2024. november 19.) magyar származású német színész és rendező. Fricsay Ferenc (1914–1963) karmester második fiaként született. Kali Son néven is előfordul.

## Életpályája
Festést Genfben tanult 1959–1963 között az École des Beaux Arts-ban. A Max Reinhardt School-ban lett képzett színész Berlinben 1963–1966 között.
1971-ben érkezett a Münchner Kammerspiele-be; Bremenen, Mannheimen, Berlinen és Hamburgon keresztül. 1971 óta színházigazgatóként, 1974 óta pedig operaigazgatóként is dolgozik. 1979-ben megalapította a Varázsfuvola nevű független színházi csoportot. A müncheni Residenz Theaterben 1989-ben nagy sikert ért el A haramiák színpadra állításával, 111 előadással.
1989–1992 között a bremeni színház vezető igazgatója volt. Itt rendezte meg többek közt Lina Wertmüller Szerelem és anarchia című színházi premierjét is. 1992 óta szabadúszó rendező, 1993-ban a Bonni Színházban sikeresen mutatta be Ármány és szerelem című darabját. Az operaprodukciók aránya egyre jobban nőtt; például a Bonni Operában a Figaro házassága (1997) és A bűvös vadász (2000).
Több évig Münchenben és Hamburgban élt; 2001 óta állandó lakhelye Berlinben van. 2012 óta Svájcban élt. Az elmúlt évtizedekben a folyékonyan németül beszélő Fricsay több színházban dolgozott színészként; többek közt az Oberhauseni színházban, de többször vállalt film- és televíziós szerepeket is.

## Filmjei
- Bűnügyi múzeum (1967)
- Alma Mater (1969)
- Baal (1970)
- A rekord (1984)
- Derrick (1984-1985)
- Az Öreg (1984-2001)
- A nyomozó (1985)
- Pókháló (1989)
- Tetthely (1985-1997)
- Ekkehard (1990)
- Édes tizenhat éves (1999)
- Ebcsont beforr (2002)
- Az élet derekán (2003)
- Álomkergetők (2004)

## Fordítás
- Ez a szócikk részben vagy egészben  az   András Fricsay című német Wikipédia-szócikk ezen változatának fordításán alapul.  Az eredeti cikk szerkesztőit annak laptörténete sorolja fel. Ez a jelzés csupán a megfogalmazás eredetét és a szerzői jogokat jelzi, nem szolgál a cikkben szereplő információk forrásmegjelöléseként.